# Gál András (fotográfus)
Gál András (Eger, 1970. február 25. –) magyar fotográfus, fotóművész. Képei között portréfotók és átértelmezett tájképek szerepelnek. Szinte kizárólag fekete-fehér filmre fényképez. Tagja a Magyar Alkotóművészek Országos Egyesületének (MAOE), a Debreceni Új Fotóműhelynek és az inst Art csoportnak.

## Életpályája
Tanulmányait 2001-2006 között a Debreceni Egyetemen végezte, 2000-től Debrecenben él és alkot.

## Egyéni kiállítások
- 2010 – Vörösoroszlán Teaház, Debrecen
- 2011 – Vörösoroszlán Teaház, Debrecen
- 2011 – Galéria Kávéház, Szentes
- 2013 – Valcer stúdió, Debrecen
- 2015 – Sesztina Galéria, Debrecen (társalkotó: Velényi Rudolf)
- 2016 – B24 Galéria, Debrecen (társalkotó: Seres Géza, Varga Tamás)
- 2017 – Csokonai Vizuális Műhely Galéria, Debrecen (társalkotó: Gál Angéla)
- 2017 – MODEM, Debrecen
- 2020 – DMK Belvárosi Galéria, Debrecen (virtuális tárlat)

## Válogatott csoportos kiállítások
- 2006 – Bihar-Bihor vándorkiállítás Debrecen, Nagyvárad
- 2007 – Debreceni új fotóműhely “Műhelytitkok 3”, Debrecen
- 2008 – XVII. ESZTERGOMI FOTOGRÁFIAI BIENNÁLÉ, Esztergom
- 2008 – FIAP 29. Fekete-fehér Biennálé (ország-kollekció), Pozsony
- 2010 – Keresztmetszet, Debrecen
- 2010 – Debreceni új fotóműhely Szentesen, Szentes
- 2011 – Debreceni új fotóműhely “Kéz(enfekvő)”, Kecskemét
- 2011 – Debreceni új fotóműhely Nagyváradon, Nagyvárad
- 2012 – POLAROID 65 – Kolta Galéria, Budapest
- 2013 – XII. Debreceni Tavaszi Tárlat, Debrecen
- 2013 – ÖNARCKÉP val-vel – MAOE, Budapest
- 2013 – Analóg – MAOE, Budapest
- 2014 – Debreceni új fotóműhely “Műhelytitkok 5”, Debrecen
- 2014 – Bihor-Hajdú-Bihar – Eurórégio, Nagyvárad
- 2014 – XIX. ESZTERGOMI FOTOGRÁFIAI BIENNÁLÉ, Esztergom
- 2014 – LABIRINTUS – MAOE, Szentendre
- 2014 – Kortárs Digitális Fotográfia – MAOE, Szentendre
- 2014 – Alföldi Kézműves Fotográfiák, Szentes
- 2014 – Újat régivel – Kortárs fotók történeti eljárásokkal – Mai Manó Ház, Budapest
- 2015 – XXIV. Debreceni Tavaszi tárlat, Debrecen
- 2015 – Bihar – Hajdú-Bihar Eurorégió Fotóművészeinek Kiállítása, Nagyvárad
- 2015 – Debreceni Új Fotóműhely, Debrecen
- 2016 – 111 éves a Fridrich Fényírda, Szentes
- 2016 – XXV. Debreceni Tavaszi tárlat, Debrecen
- 2016 – Jobbító szándékkal – MAOE, Szentendre
- 2016 – Őszi tárlat, Debrecen
- 2016 – XX. ESZTERGOMI FOTOGRÁFIAI BIENNÁLÉ, Esztergom, Budapest
- 2017 – Zsebben hordott művészet – MAOE – Karton, Budapest, Szentendre
- 2017 – A Felszín alatt – MAOE – Klebelsberg, Budapest
- 2017 – Jobbító szándékkal – MAOE, Vác
- 2017 – Civilizált Táj – MAOE – Budapest, Szentes
- 2017 – AJTÓK – A Római Magyar Akadémián, Róma
- 2017 – Debreceni új fotóműhely “Műhelytitkok 8”, Debrecen
- 2017 – Isten Képére Teremtve – MAOE – Budapest, Cegléd, Vác
- 2017 – Patina – MAOE, Budapest
- 2017 – A megújulás Lendülete – Benczúr Galéria, Budapest
- 2017 – KÁOSZ ÉS REND – REÖK, Szeged
- 2018 – 20 éves a Debreceni Új fotóműhely, Debrecen
- 2018 – Polaroid70 – Present Perfect / Befejezett jelen instArt, Budapest
- 2018 – KÖLCSÖN-HATÁSOK – MAOE Klebelsberg, Budapest, Miskolc, Fonyód
- 2018 – FRISS HAJTÁS – 27. DEBRECENI TAVASZI TÁRLAT, Debrecen
- 2018 – Debreceni új fotóműhely “Műhelytitkok 9”, Debrecen
- 2018 – XXI. ESZTERGOMI FOTOGRÁFIAI BIENNÁLÉ, Esztergom, Budapest
- 2019 – KIEMELÉS, Debrecen
- 2019 – MINIMÁL 1x 2x – MAOE Klebelsberg, Budapest
- 2019 – Távlatok – kortárs magyar tájkép – Kiscelli Múzeum, Budapest
- 2019 – KÉP–VERS – A “Kortárs költők versei képkeretben”, Budapest
- 2019 – 25 éves a Kortárs Magyar Galéria, Dunaszerdahely, Budapest
- 2019 – Tünékeny valóság – MAOE ÚjMűhely Galéria, Szentendre, Vác
- 2019 – DIMENZIÓK – MAOE REÖK, Szeged
- 2019 – Hajdúsági DIMENZIÓK, Debrecen
- 2020 – Szürke Fehér Fekete – instArt, Budapest